# Liste des intendants de Provence
La Généralité de Provence ou d'Aix-en-Provence est la circonscription des intendants de la Provence, leur siège est Aix-en-Provence.
Les intendants sont créés en 1635 par un édit de Louis XIII, à la demande de Richelieu.

## Liste des intendants de la généralité d'Aix
| Date          | Nom |
| ------------- | --- |
| 1596-1616     | Guillaume du Vair premier président du parlement de Provence en 1599 |
| 1629          | Antoine Dreux d'Aubray (1600-1666) commissaire ordinaire des guerres, maître des requêtes en 1629, intendant de Provence |
| 1637-1641     | Jean de Lauson (ou Lauzon, Lozon, Loison) (1584-16 février 1666) il est en même temps intendant du Dauphiné en 1639 et 1640, puis intendant en Guyenne (1641-1648), il est nommé Gouverneur de la Nouvelle-France entre 1651 et 1657 |
| 1657-1671 (†) | Henri de Forbin-Maynier d’Oppède premier président du parlement de Provence en 1655 |
| 1673-1680     | Jean Rouillé de Meslay (1615-1698) comte de Meslay, puis marquis de Meslay en 1688 conseiller en cour des Aides, reçu maître des Requêtes de l'Hôtel du roi le 25 octobre 1653, conseiller d’État en 1680 |
| 1680-1687     | Thomas-Alexandre de Morant (1642-1713) marquis de Mesnil-Garnier l est auparavant intendant du Bourbonnais, puis premier président du parlement de Toulouse, entre 1687 et 1710 |
| 1687-1704     | Pierre-Cardin Lebret (1639-25 février 1710) conseiller au Grand Conseil en 1668, maître des Requêtes en 1676, il a été auparavant intendant à Limoges en 1682, intendant en Dauphiné en 1683, à Lyon en 1686, de Provence et du Commerce du Levant en 1687 et premier président du parlement d’Aix en 1690 |
| 1704-1734     | Cardin Lebret (1675-1734) Comte de Selles, seigneur de Flacourt, Pantin, etc et fils du précédent maître des requêtes honoraire au Parlement de Provence, reçu conseiller, au même Parlement, le 8 janvier 1694, maître des requêtes ordinaire de l'hôtel du Roi par lettres du 14 octobre 1696, reçu le 20 décembre suivant, intendant de Béarn et Navarre en 1701, intendant de Provence et du Commerce du Levant par lettres du 6 avril 1704, premier Président au Parlement de Provence, après le décès de son père, par lettres du 20 avril 1710, reçu le 30 juin suivant, commandant pour le Roi en Provence, en 1724, conseiller d'État en 1730 |
| 1734-1744     | Jean-Baptiste des Gallois de La Tour (-7 mars 1747) seigneur de la Tour, en Forez il a été auparavant intendant du Poitou (1716-1728), intendant de Bretagne (1728-1734), reçu premier Président au Parlement de Provence, le 24 mai 1735 |
| 1744-1771     | Charles Jean-Baptiste des Gallois de La Tour (12 mars 1713-21 janvier 1802) fils du précédent conseiller au Parlement de Provence en la charge de Jean-Baptiste Bruny d'Entrecasteaux, maître des requêtes, le 7 août 1738, reçu au grand conseil, le 10 septembre suivant, nommé premier Président du Parlement de Provence, en avril 1747, reçu le 14 mai 1748. Interruption lors de l’épisode du parlement Maupeou car il a eu la malencontreuse idée de soutenir le Parlement, il est exilé dans sa terre de Saint-Aubin, pendant la suspension du Parlement, en 1771                                                                              |
| 1771-1773     | Jean-Baptiste Auget de Montyon |
| 1773-1775     | Gabriel Sénac de Meilhan |
| 1775-1790     | Charles Jean-Baptiste des Gallois de La Tour il rentra en grâce en 1775 |